# Campo Sant'Angelo

Campo Sant'Angelo o, in veneziano, campo Sant'Anzolo è un campo di Venezia, situato nel sestiere di San Marco, a metà del percorso che collega campo Manin e campo Santo Stefano.
Il campo deve il suo nome alla chiesa omonima che vi sorgeva.

## Descrizione

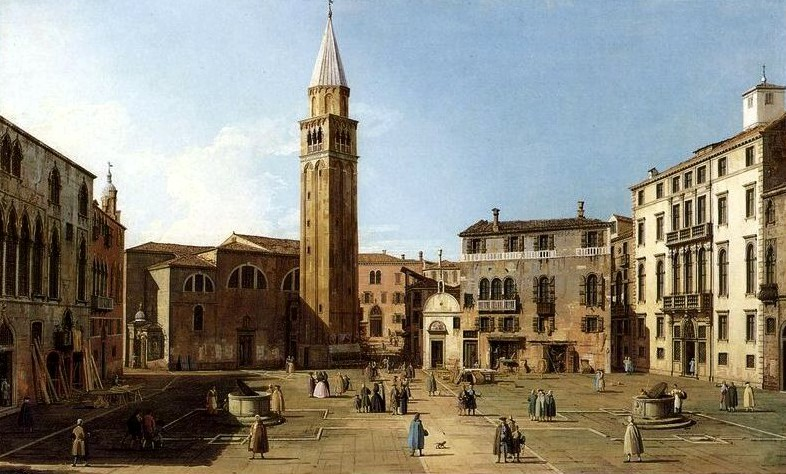
Campo Sant'Angelo in un quadro di Canaletto: al centro la chiesa oggi demolita

Campo Sant'Angelo è uno spiazzo di grandi dimensioni con pianta mistilinea, posto in un punto di frequente passaggio, nel cuore della città: da esso si dipartono le calli che conducono a Santo Stefano (e dunque al ponte dell'Accademia), a campo Manin (e dunque a campo S. Luca e di qui Rialto e S. Marco) e secondariamente quelle che da una parte portano sul Canal Grande, all'approdo detto appunto Sant'Angelo, e dall'altra al Teatro la Fenice.
Il campo un tempo era chiuso sul canale dalla chiesa di San Michele Arcangelo, abbattuta nel XIX secolo sulla scia delle soppressioni napoleoniche degli anni 1807-1810.
Gli edifici di maggiore rilevanza storico architettonica che si affacciano sul campo sono palazzo Trevisan Pisani, palazzo Gritti Morosini, palazzo Duodo e il complesso del monastero di Santo Stefano. Di quest'ultimo è esternamente visibile sul ponte il portale ogivale, impreziosito da una lunetta con bassorilievo con resti di policromia rappresentante Sant'Agostino fra i monaci, nonché le due strutture a ponte che ne collegano le sezioni sorte in due differenti insule. 
Trova posto nel lato occidentale del campo anche il piccolo Oratorio dell'Annunziata, di antichissima fondazione (fu voluto dai Morosini nel X secolo) tradizionale luogo di culto per la Scola dei Zoti, oggi arricchito da cinque vetrate provenienti da Murano, opera di Luciano Canal.
Sono presenti anche due pozzi con vere del XV secolo, posti entrambi tra palazzo Gritti e palazzo Duodo.